# Dębie (Mazovie)
Pour les articles homonymes, voir Dębie.
Dębie (prononciation : [ˈdɛmbjɛ]) est un village polonais de la gmina de Grójec dans le powiat de Grójec de la voïvodie de Mazovie dans le centre-est de la Pologne.

## Histoire
De 1975 à 1998, le village appartenait administrativement à la voïvodie de Radom.